# البا پاسی
البا پاسی (به اسپانیایی: Alba Posse) یک منطقهٔ مسکونی در آرژانتین است که در ایالت میسیونز واقع شده‌است.

## خصوصیات
البا پاسی ۴۸۱ نفر جمعیت دارد.